# Na-lạc lục pháp
Na-lạc lục pháp (zh. 那洛六法, bo. nāro chodrug ནཱ་རོ་ཆོས་དྲུག་, cũng được gọi là Na-lạc du-già tốc đạo hay "Sáu giáo pháp của Na-lạc-ba" (zh. 那洛巴, bo. nāropa), là một loạt giáo pháp Tây Tạng thuộc Kim cương thừa, xuất phát từ các vị Đại thành tựu (sa. mahāsiddha) do Đại sư Na-lạc-ba truyền dạy. Na-lạc-ba lại được Đế-la-ba (sa. tilopa) chân truyền. Na-lạc-ba truyền lại cho Mã-nhĩ-ba (bo. marpa མར་པ་), người đưa giáo pháp này qua Tây Tạng trong thế kỉ 11. Song song với Đại thủ ấn (sa. mahāmudrā), Na-lạc lục pháp là phương pháp thiền định quan trọng nhất của trường phái Ca-nhĩ-cư (bo. kagyupa བཀའ་བརྒྱུད་པ་).
Sáu giáo pháp này gồm có:
1. Trung hữu (中有, bo. bardo བར་དོ་, sa. antarābhava).
2. Huyễn quán (zh. 幻觀, bo. gyulü སྒྱུ་ལུས་, sa. māyākāyā, mahādeha), quán thấy thân này là giả tạo. Trong Kim cương thừa, huyễn thân này là một thân thanh nhẹ, cao lớn hơn thân do Ngũ uẩn tạo thành, nhưng luôn luôn hiện diện trong đó. Quán huyễn thân cũng được hiểu là một phép tu Tantra nhằm thanh lọc thân thể thông thường để đạt Phật quả;
3. Mộng quán (zh. 夢觀, bo. milam རྨི་ལམ་, sa. svapnadarśana), tức là quán sát cơn mộng. Theo cách tu này, giấc mộng cũng là một phương tiện để phát triển tâm thức. Một mặt, hành giả chủ động tạo tác giấc mộng của mình, mặt khác hành giả xem cuộc sống bình thường cũng chỉ là một giấc mộng;
4. Linh nhiệt (zh. 靈熱, bo. tumo གཏུམ་མོ་, sa. caṇḍa, caṇḍalī), tạo sức nóng.
5. Tịnh quang quán (quang minh 光明, tịnh quan 淨光, bo. ösel འོད་གསལ་, sa. ābhāsvara). Tịnh quang ở đây có nhiều nghĩa: 1. Ánh sáng của tâm thức sáng rực (cực quang) mà hành giả cần quán thấy bên cạnh tính Không (sa. śūnyatā). Phép quán này là mục đích quan trọng nhất của giáo pháp Tantra (Đại thủ ấn, sa. mahāmudrā, Đại cứu cánh), 2. Phép quán, trong đó ánh sáng vô lượng của tâm thức tự chói rực, "như ngọn đèn vừa tự chiếu sáng mình vừa chiếu sáng các vật chung quanh" (theo Giuseppe Tucci);
6. Thiên thức (zh. 遷識, bo. phowa འཕོ་བ་, sa. saṃkrānti), là phép tu trong lúc sắp chết, chuyển hoá (thiên) tâm thức mình vào một Tịnh độ, thí dụ cõi của Phật A-di-đà. Hành giả Tây Tạng theo phép tu này đã tập luyện và chuẩn bị trong lúc còn sống, phần lớn họ đọc tụng một số thần chú và thiền theo các Thành tựu pháp (sa. sādhana). Tại phương Tây phép tu này được giáo phái Ca-nhĩ-cư (bo. kagyupa བཀའ་བརྒྱུད་པ་) phổ biến.

Các phép tu này có nhiều điểm giống với các phép được miêu tả trong Tử thư (bo. bardo thodol བར་དོ་ཐོས་གྲོལ་). Người ta còn nhắc rằng Mật-lặc Nhật-ba (bo. milarepa མི་ལ་རས་པ་) là người rất giỏi phép sử dụng nội nhiệt.
Na-lạc lục pháp này xuất phát từ nhiều Tantra khác nhau và được các vị Đạo sư khác nhau truyền lại. Theo một tác phẩm của Đế-la-ba (帝羅巴, bo. ti lo pa ཏི་ལོ་པ་) thì phép quán huyễn thân và cực quang là do Long Thụ (Long Thụ theo truyền thống các vị Đại thành tựu) khởi truyền. Phép nội nhiệt được xem là từ Chayapa (sa. caryapa), phép quán giấc mộng từ Lavapa (sa. lavapa), phép quán thân trung hữu và chuyển thức từ Pukasiddhi (sa. pukasiddhi) khởi phát.
Hành giả chuyên trách tu tập sáu phép này dựa trên cách tận dụng thân xác vi tế của mình, sẽ đạt nhiều Thần thông (xem Tất-địa). Đó là cách đưa thân vào trong các tầng phát triển của tâm và theo truyền thuyết Tây Tạng, năng lượng trong thân được vận dụng dưới ba dạng như sau: luồng năng lượng (bo. lung རླུང་) tác động lên các bộ phận trong thân thể, đạo quản năng lượng (bo. tsa ཙ་) là các kênh dẫn năng lượng luân lưu và cuối cùng là tiềm năng lượng (bo. thig-le ཐིག་ལེ་, sa. bindu) là gốc chứa hệ thống năng lượng đó. Với các phép tu của Na-lạc lục pháp mà những năng lượng này được kích động, được dùng như phương tiện đạt giác ngộ. Mục đích của tất cả những phép tu đó là thống nhất tính Không (sa. śūnyatā) và các thụ tưởng của hành giả. Mật-lặc Nhật-ba có bài kệ "sáu hỉ lạc" sau đây về kinh nghiệm giác ngộ này:
Lửa của nội nhiệt tràn đầy khắp người - Hỉ lạc! Chân khí tràn ngập trong ba luồng năng lượng - Hỉ lạc! Luồng từ tâm giác ngộ chảy xuống - Hỉ lạc! Dưới gốc cũng tràn đầy năng lượng - Hỉ lạc! Ở giữa, âm dương hoà hợp - Hỉ lạc! Tràn đầy niềm vui thanh tịnh của thân - Hỉ lạc!